# Bedřich Spáčil
Bedřich Spáčil (18. října 1898 Kroměříž – 24. července 1974 Praha) byl český a československý právník, politik Komunistické strany Československa a poválečný poslanec Ústavodárného Národního shromáždění.

## Biografie
Bojoval v rakousko-uherské armádě. Z ní se v únoru 1918 přihlásil do Československých legií v Itálii a sloužil v nich v letech 1918–1919. Dosáhl hodnosti nadporučíka. Stal se nositelem Italského válečného kříže.
Působil jako profesor finančního práva na Právnické fakultě Univerzity Karlovy. Zastával post náměstka ministra financí. Publikoval četné odborné studie z oboru finančního práva (Veřejné hospodářství československé, Majetkové dávky fyzických osob, Česká měna od dávné minulosti k dnešku nebo Československé finanční právo). V roce 1948 se podílel na pořádání výstavy 100 let českého národního života v Kroměříži konané v rámci oslav výročí zasedání říšského sněmu. V roce 1967 byl jmenován čestným občanem města Kroměříž.
V parlamentních volbách v roce 1946 byl zvolen poslancem Ústavodárného Národního shromáždění za KSČ. V parlamentu setrval do září 1947, kdy rezignoval a nahradil ho Jaroslav Kolář.
Zemřel v roce 1974 v Praze a je pohřben v čestném hrobě na kroměřížském hřbitově.